# パルスマン6世
パルスマン6世（グルジア語: ფარსმან VI、グルジア語ラテン翻字: Parsman VI）は、ホスロイド朝イベリア王国の王。先王パルスマン5世の甥。当時はサーサーン朝ペルシャがイベリアを支配していたため、王権はほとんど名目上のものであった。治世の長さは不明であるが、ロシアの歴史学者キリル・トゥマノフの研究によると、561年に即位したと考えられる。また18世紀の歴史学者ヴァフシティ・バグラティオニは著書『ジョージアの歴史』において、パルスマン6世の在位期間を542年から557年までと記載している。当時、イベリアはサーサーン朝ペルシャの支配下にあった。パルスマン6世の死後、ペルシャのホスロー1世はイベリアの王制を廃止し、イベリアはペルシャの属州となった。
『ジョージア年代記』によると、パルスマン6世は父方の叔父パルスマン5世の後継者であり、教会を美化するために奉仕するキリスト教徒として述べられている。イベリアのカトリコスであるチマガ1世が没した後、後任のカトリコスとしてサバ1世、エヴラレ1世が任命されたのは、パルスマン6世の時代であった。この時、イベリアはサーサーン朝ペルシャの従属国となった。